# Щит (учения, 1982)

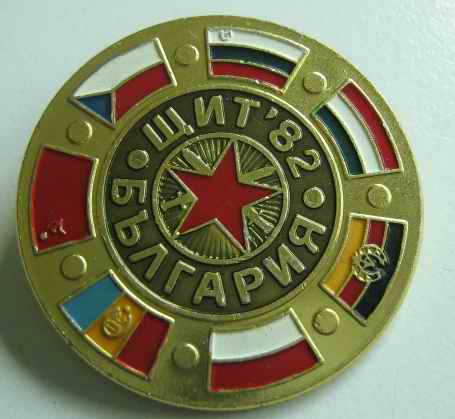
Нагрудный знак участникам учения в Болгарии

«Щит-82» — кодовое название стратегических учений армии и флота СССР и стран Варшавского договора, проходивших с 14 июня по 30 сентября 1982 года. По окончании учений 1 октября 1982 года в Бургасе состоялся парад войск, участвовавших в окончательной фазе учений. Учения охватили всю территорию Советского Союза и Стран Варшавского договора. На Западе учения получили название «Семичасовая ядерная война» (англ. Seven-hour Nuclear War). Через непродолжительное время (полгода) после учений «Щит-82», 23 марта 1983 г президент США Рейган провозгласил Стратегическую оборонную инициативу (СОИ).
Учения Щит-82 были планом операции РЯН для выработки средств противодействия нападению со стороны США.

## Учения Щит-82
Первоначально составленный Генеральным штабом план подразумевал отработку действий в условиях быстро развивающейся термоядерной войны. Учения были разделены на два этапа:
1. Ядерный разоружающий удар;
2. Действия вооруженных сил после нанесения ядерного удара по противнику.

Этапы учений были разнесены как территориально, так и во времени.

### Легенда учений
Постоянные провокационные действия США привели к обострению отношений со странами участниками Варшавского договора. Попытки нормализовать ситуацию дипломатическим путём успехом не увенчались. В Центральной Европе произошли столкновения вооружённых сил НАТО и ОВД.
Президент Рейган отдал приказ о начале полномасштабных военных действий против СССР. Руководство СССР приняло решение о нанесении упреждающего ядерного удара.

### План учений
В условиях быстро меняющейся обстановки необходимо нанести обезоруживающий ядерный удар по территории США и других стран членов НАТО. Поэтому в учениях должны были принять участие все компоненты ядерной триады Вооружённых сил СССР. Генеральным штабом СССР планировалось:
1. впервые в мировой истории расстрелять из подводного положения полный боекомплект ракетного крейсера стратегического назначения (16 ракет)[2]; планировался запуск двух ракет из льдов Северного Ледовитого океана и двух ракет из акватории Охотского моря;
2. залповый пуск крылатых ракет воздушного базирования (16-24 штуки) со стратегических бомбардировщиков;
3. запуск 14 межконтинентальных баллистических ракет из мест постоянной дислокации в РСФСР, УССР и КазССР. Причём запуск должен быть произведён по команде командной ракеты 15А11 системы «Периметр»;
4. отражение «массированной ракетной атаки вероятного противника» противоракетами, стоящими на боевом дежурстве противоракетной обороны Москвы, с полигона «Сары-Шаган»;
5. запуски космических аппаратов различного назначения:
  - два спутника фоторазведки «Зенит-6У»;
  - навигационный спутник системы «Парус»;
  - спутник радиотехнической разведки «Целина-Д»;
  - спутник системы предупреждения о ракетном нападении «Око»;
  - три спутника навигационной системы ГЛОНАСС;
  - пилотируемый космический корабль типа «Союз Т» с двумя космонавтами на борту;
  - спутник-мишень (ИС-М «Лира») и спутник-перехватчик (ИС-П «Уран»).

Запуск большого количества космических аппаратов должен восполнить потерю условно уничтоженных противником спутников, а также усилить группировку советских космических аппаратов.
Итого к запуску в течение суток планировалось до 70 ракет.

## Учения войск РВСН
Учения войск РВСН начались 18 июня. В 6 часов утра с полигона Министерства обороны СССР «Капустин Яр» была запущена баллистическая ракета средней дальности «Пионер». Спустя четверть часа учебная головная часть ракеты успешно поразила цель в районе полигона «Эмба» в Казахстане.
Из акватории Баренцева моря с борта атомного ракетного крейсера «К-92» (проекта 667БД) из подводного положения была запущена баллистическая ракета морского базирования Р-29М2. Боеголовка поразила цель на полигоне «Кура» на Камчатке.
Из шахтных пусковых установок площадки 131 космодрома «Байконур» стартовали две межконтинентальные баллистические ракеты УР-100. Их головные части были успешно перехвачены двумя противоракетами А-350Р, стартовавшими с полигона «Сары-Шаган» в Казахстане. По другим источникам, эти противоракеты поразили боеголовки двух других баллистических ракет: «Пионер», запущенную с полигона Капустин Яр, и Р-29М2, запущенную с ПЛАРБ Северного Флота.
В 11 часов 4 минуты с «Байконура» стартовала ракета-носитель «Циклон-2» со спутником-перехватчиком «Космос-1379». На втором витке он должен был перехватить спутник-мишень «Космос-1375 (англ. Kosmos 1375)» (ИС-М «Лира»), запущенный 6 июня того же года и имитировавший американский навигационный спутник. По некоторым данным, перехват был удачным, по некоторым — неудачным.
В 11 часов 58 минут с космодрома «Плесецк» была запущена ракета-носитель «Космос-3М» с навигационным спутником «Космос-1380» (типа «Парус») на борту (космический аппарат вышел на нерасчетную орбиту и 27 июня сгорел в плотных слоях земной атмосферы).
В 13 часов с космодрома «Байконур» запущена ракета-носитель «Союз-У», которая вывела на орбиту фоторазведывательный спутник «Космос-1381» (типа «Зенит-6»).
В семичасовой временной интервал (что и определило название учений в западной прессе: «Семичасовая ядерная война») кроме вышеизложенного были также выполнены пуски нескольких крылатых ракет с борта стратегических бомбардировщиков Ту-95 и новейших Ту-160 (которые к тому времени официально ещё не поступили на вооружение), с кораблей Военно-морского флота СССР, оперативно-тактических ракет наземного базирования, зенитных ракет.
Некоторые эксперты полагают, что многочисленные ракетные пуски, произведенные в рамках тех учений, вскрыли намерение СССР нанести «первый удар» и побудили президента США Рональда Рейгана провозгласить так называемую стратегическую оборонную инициативу и провести ответные учения с отработкой подготовки и начала ядерной войны Able Archer 83.
Несмотря на то, что использованная информация раскрывает скоротечность учений, анализ дальнейших запусков ракет-носителей показывает, что, в принципе, все планы Генштаба в отношении космических летательных аппаратов были выполнены. Из списка запланированных в течение июня были запущены:
- два спутника фоторазведки «Зенит-6У» (2 июня Космос-1373 и 18 июня Космос-1381);
- спутник-мишень (6 июня Космос-1375) и спутник-перехватчик (18 июня Космос-1379);
- спутник радиотехнической разведки «Целина-Д» (10 июня Космос-1378);
- навигационный спутник системы «Парус» (18 июня Космос-1380. Поскольку запуск был неудачным, 7 июля был запущен дублирующий КА Космос-1386);
- 24 июня на орбиту был запущен международный экипаж «Союз Т-6» с тремя космонавтами на борту (вместо двух планируемых).
- спутник системы предупреждения о ракетном нападении «Око» (25 июня Космос-1382);

## Десантный компонент учений

Морская пехота и десантники на парадном построении по окончании учений

Морской десант осуществляли бойцы 810-й отдельной бригады морской пехоты Черноморского флота и 96-го мотострелкового полка ВС Народной республики Болгария. Второй эшелон на средних и малых десантных кораблях высаживал основные силы 96-го полка и части болгарской 16-й мотострелковой дивизии из Бургаса. Всего в составе морского десанта высаживалось до 2,5 тыс. человек .
Воздушный десант осуществлялся бойцами 217-го и 300-го парашютно-десантных полков 98-й гвардейской воздушно-десантной дивизии, а также 1-й парашютно-десантный батальон 39-й отдельной десантно-штурмовой бригады. Вместе с бойцами 217-го полка также десантировались бойцы подразделения «Кондор» Войска Польского.
Наблюдавший за десантированием министр обороны СССР Д. Ф. Устинов предложил командующему ВДВ Д. С. Сухорукову отменить десантирование по причине плохой погоды, но тот настоял на выброске. Десантирование прошло успешно.